# Asplenium onopteris
Asplenium onopteris is een varen uit de streepvarenfamilie (Aspleniaceae). Het is een mediterrane soort, die eveneens in Ierland en in Luxemburg is aangetroffen.

## Naamgeving enetymologie
- Synoniem: Asplenium adiantum-nigrum  subsp. onopteris (L.) Heufl.
- Frans: Doradille des ânes
- Engels: Irish Spleenwort, Acute-leaved Spleenwort, Western Black Spleenwort

De botanische naam Asplenium is afgeleid van Oudgrieks ἄσπληνον, asplēnon (= miltkruid).

## Kenmerken
Asplenium onopteris is een kleine, overblijvende, hemikryptofiete varen met een korte, kruipende wortelstok en een losse bundel schuin omhoogstaande bladen. Er is geen verschil tussen de steriele en de fertiele bladen.

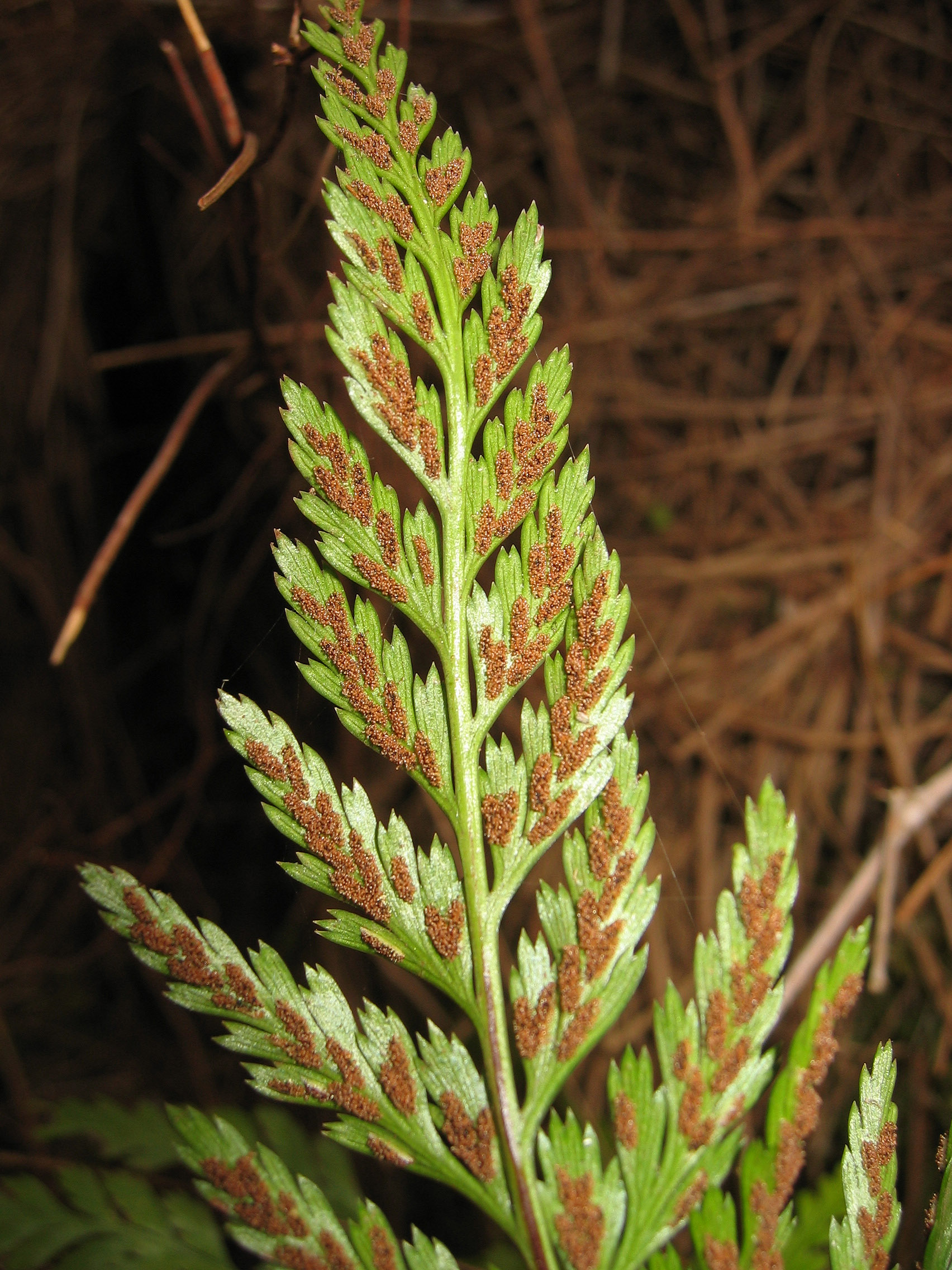
Detail sporenhoopjes

De bladen zijn groenblijvend en winterhard. Ze zijn maximaal 40 cm lang, waarvan meer dan de helft voor de donkerbruine tot zwarte steel. De bladschijf heeft een langgerekte, spitse driehoekige vorm, is donkergroen, lederachtig en is twee- tot drievoudig geveerd. De bladslipjes zijn stekelvormig, naar de bladsteel toe langer wordend.
De sporenhoopjes liggen tussen de bladrand en de nerven aan de onderzijde van het blad en zijn langwerpig tot streepvormig.
Asplenium onopteris lijkt in alle opzichten op de nauw verwante zwartsteel (A. adiantum-nigrum), maar heeft kleinere sporenhoopjes en de blaadjes van tweede orde zijn smaller en langer uitgerekt, zodat het blad een fragielere indruk maakt.

## Voorkomen
Asplenium onopteris komt vooral voor op kalkrotsen, op hoogtes tot 1000 m, op schaduwrijke plaatsen. Het is een soort die vooral in het Middellandse Zeegebied voorkomt (Spanje, Frankrijk), maar die ook enkele malen is aangetroffen in Ierland en Luxemburg.

## Verwante en gelijkende soorten
Door zijn grote gelijkenis met de zwartsteel (door sommige botanici wordt hij trouwens als een ondersoort van de zwartsteel beschouwd) is verwarring met deze soort zeer goed mogelijk. Mogelijk wordt het voorkomen van A. onopteris daarmee onderschat en is de soort algemener dan meestal wordt aangenomen.
... · 
A. adiantum-nigrum (Zwartsteel) · 
A. adulterinum · 
A. aethiopicum · 
A. ×alternifolium · 
A. anceps · 
A. aureum · 
A. azoricum · 
A. billotii (Lancetvormige streepvaren) · 
A. bulbiferum · 
A. ceterach (Schubvaren) · 
A. cuneifolium · 
A. filare · 
A. fissum · 
A. fontanum (Genaalde streepvaren) · 
A. foreziense (Forez-streepvaren) · 
A. hemionitis · 
A. jahandiezii · 
A. lepidum · 
A. lolegnamense · 
A. majoricum · 
A. marinum (Zeestreepvaren) · 
A. nidus (Nestvaren) · 
A. obovatum · 
A. octoploideum · 
A. onopteris · 
A. petrarchae · 
A. ruta-muraria (Muurvaren) · 
A. scolopendrium (Tongvaren) · 
A. seelosii · 
A. septentrionale (Noordse streepvaren) · 
A. trichomanes (Steenbreekvaren) · 
A. trichomanes subsp. coriaceifolium · 
A. trichomanes subsp. pachyrachis · 
A. trichomanes subsp. quadrivalens · 
A. trichomanes subsp. trichomanes · 
A. viride (Groensteel) · 
A. viviparum · 
...